# VDSL2
In telecomunicazioni la tecnologia VDSL2 (Very-high-bit-rate digital subscriber line 2) è un tipo di tecnologia di trasferimento dati, facente parte della famiglia delle tecnologie xDSL, nonché la naturale evoluzione dell'ADSL/2+. Permette connessioni con velocità di trasmissione fino a 300 Mbit/s su doppino telefonico di rame ed è stata ratificata dall'Unione internazionale delle telecomunicazioni (ITU) col nome di G.993.2, nel mese di dicembre del 2011.

## Profili
VDSL2 è un protocollo. Lo standard definisce una serie di profili che possono essere usati nello sviluppo dell'infrastruttura VDSL; possono essere impostati a livello della centrale telefonica, dell'armadio di strada o nella base dell'edificio ad esempio. I profili originari della specifica erano 8 (8a, 8b, 8c, 8d, 12a, 12b, 17a, 30a), con la revisione Annex Q è stato aggiunto il nono (35b) operante sulla frequenza dei 35 MHz e interoperabile con il 17a. A seconda del profilo quindi, l'utilizzatore finale avrà velocità diverse di connessione.

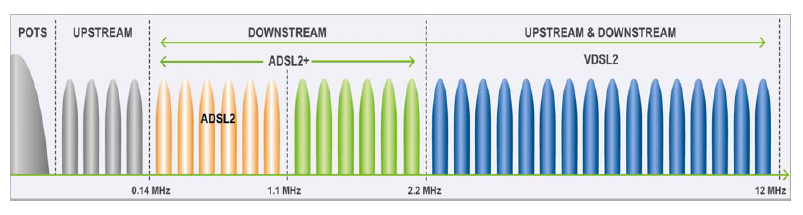
Spettro assegnato alle diverse tipologie

| Profilo | Banda passante (MHz) | Numero di portanti | Larghezza della portante (kHz) | Potenza (dBm) | MBDC (Capacità di rete bidirezionale minima) |
| ------- | -------------------- | ------------------ | ------------------------------ | ------------- | -------------------------------------------- |
| 8a      | 8,832                | 2048               | 4,3125                         | +17,5         | 50 Mbit/s                                    |
| 8b      | 8,832                | 2048               | 4,3125                         | +20,5         | 50 Mbit/s                                    |
| 8c      | 8,832                | 2048               | 4,3125                         | +11,5         | 50 Mbit/s                                    |
| 8d      | 8,832                | 2048               | 4,3125                         | +14,5         | 50 Mbit/s                                    |
| 12a     | 12                   | 2783               | 4,3125                         | +14,5         | 68 Mbit/s                                    |
| 12b     | 12                   | 2783               | 4,3125                         | +14,5         | 68 Mbit/s                                    |
| 17a     | 17,664               | 4096               | 4,3125                         | +14,5         | 100 Mbit/s                                   |
| 30a     | 30                   | 3479               | 8,625                          | +14,5         | 200 Mbit/s                                   |
| 35b     | 35,328               | 8192               | 4,3125                         | +17,0         | 300 Mbit/s                                   |

## Distanza

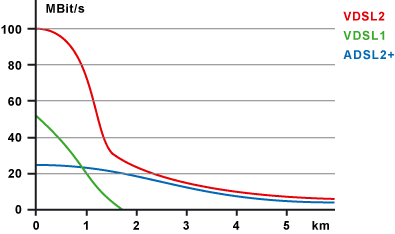
Grafico differenze velocità VDSL2 - ADSL

La velocità offerta dalla VDSL2 si deteriora velocemente con l'aumentare della distanza dall'armadio ripartilinea. Quindi da un massimo di 350 Mbit/s all'origine, si arriva sino a 100 Mbit/s a soli 0,5 km e a 50 Mbit/s a 1 km. A partire da 1,6 km di distanza le sue performance sono uguali a quelle dell'ADSL2+.
Per questo motivo gli operatori ricorrono alla VDSL2 solo per un breve tratto del percorso utente->armadio. Questo in quanto è possibile installarci dentro un DSLAM (ovvero l'apparato che genera il segnale VDSL2) la cui presenza è molto più capillare nel territorio rispetto alle centrali telefoniche, permettendo quindi di diminuire la distanza che intercorre tra casa dell'utente e sorgente remota del segnale.
Dall'armadio verso la centrale quindi il percorso è coperto in fibra ottica, sfruttando la tecnologia FTTC (Fiber To The Cabinet).

## Vectoring

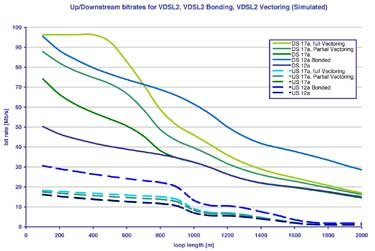
Vectoring su una linea VDSL2,la linea gialla mostra la maggior distanza coperta

Il vectoring è un metodo di trasmissione che utilizza il coordinamento dei segnali sulla linea per la riduzione dei livelli di diafonia e miglioramento delle prestazioni. La tecnica consiste nel ridurre il rumore e le interferenze tra i cavi di rame, uno dei fattori che limitano in modo più significativo la velocità della trasmissione su rame.
Tutto ciò permette, anche alle abitazioni non troppo vicine al cabinet (300-600 m), di ottenere prestazioni notevoli, fino ai 100 Mbit/s; mentre al momento, considerando le diafonie della linea, tale prestazione è ottenibile senza vectoring solo nei primi metri dalla centrale/cabinet. In futuro grazie alla VDSL2 profilo 35b con vectoring sarà possibile avere velocità di download di 250 Mbit/s e velocità di upload di 50 Mbit/s entro una distanza di 250 m dal cabinet.
Fra i produttori di apparati di rete con tecnologie di vectoring il principale è Alcatel-Lucent con oltre un milione di reti installate. Segue Huawei con la tecnologia SuperVector.

## Diffusione

### Europa

#### In Italia
In Italia cinque principali operatori nazionali si sono affacciati a questa tecnologia e sono: TIM, Fastweb, Vodafone (aventi anche una rete indipendente), Tiscali, WindTre (su rete esclusivamente TIM mediante kit VULA) e INTRED (avente rete proprietaria indipendente).
Come riportato dall'Osservatorio Agcom N. 1/2021 sulle comunicazioni a dicembre 2020 per gli accessi a rete fissa il 50% utilizza soluzioni VDSL2, il 31% degli abbonati utilizza ADSL2+, il 10% impiega FTTH e il 9% utilizza soluzioni FWA.

##### Storia

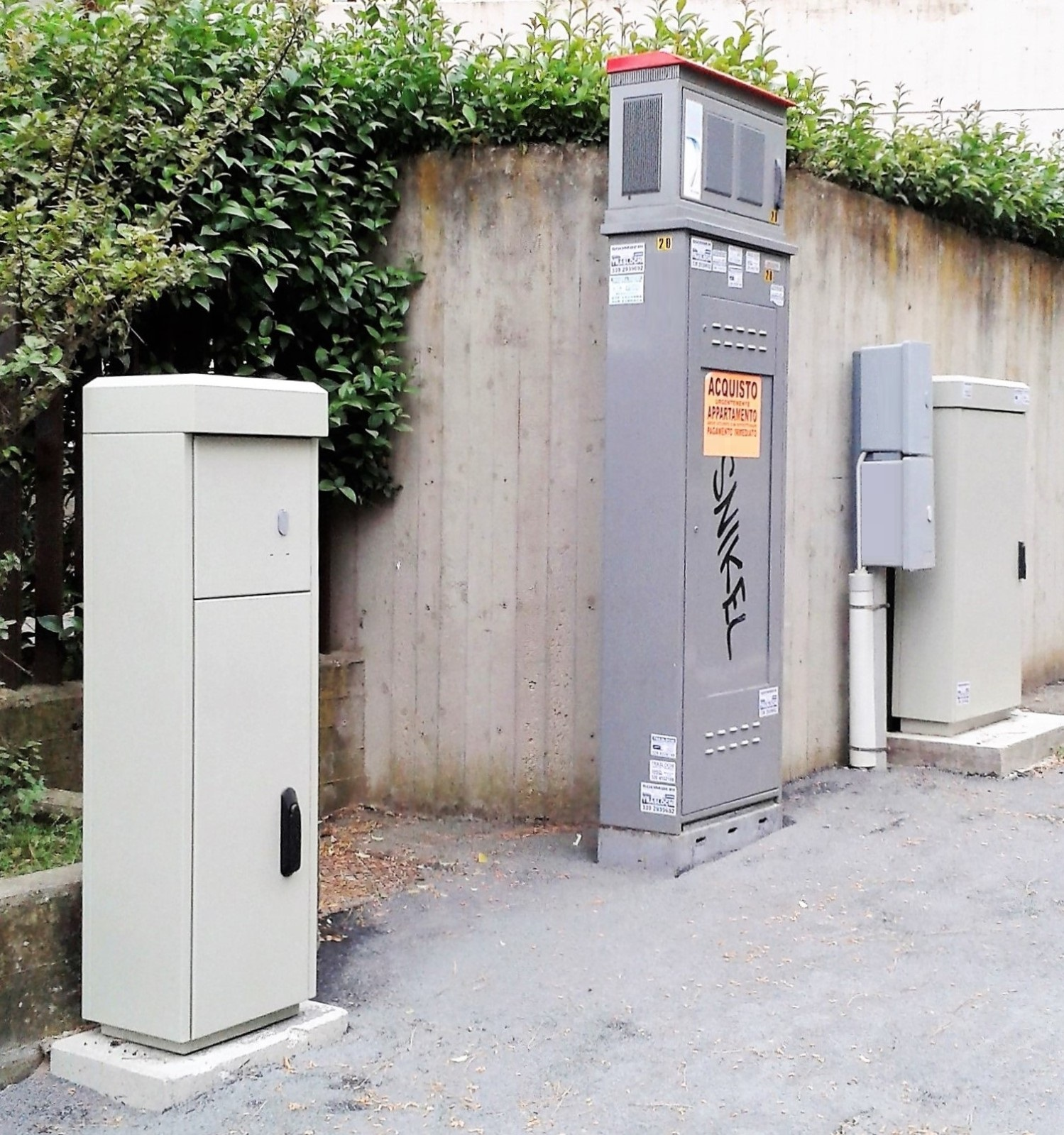
A partire da sinistra un cabinet Vodafone Italia, TIM e Fastweb, utilizzati per la fornitura proprietaria del servizio VDSL2 su architettura FTTC

A partire dal 5 dicembre 2012, TIM lancia il suo servizio VDSL2 (FTTC indipendente) con profilo 30/3 Mbit/s in alcuni comuni italiani (espanso poi a 50/10, successivamente a 100/20 Mbit/s e nel dicembre 2015 a 200/20 Mbit/s a giugno 2017).
A partire dal 15 luglio 2013 Vodafone lancia il servizio VDSL2 (FTTC su rete TIM mediante kit VULA) con profilo 30/3 Mbit/s in 18 comuni italiani, espanso fino a 50/10 Mbit/s e 100/20 Mbit/s ad aprile 2016 e fino a 200/20 Mbit/s a inizio 2018.
A partire dal 5 marzo 2013, Fastweb ha espanso il suo attuale servizio VDSL2 (FTTC indipendente) fino a 100/30 Mbit/s e 200/30 Mbit/s ove possibile. L'obiettivo di Fastweb è di coprire con la sua rete VDSL2 500 comuni italiani entro gennaio 2021.
A partire da agosto 2014, anche Vodafone ha incominciato a fornire la tecnologia con profilo 100/20 Mbit/s in diversi comuni italiani (costruendosi una sua infrastruttura e rete in fibra ottica indipendente).
A partire dal 22 luglio 2015 Tiscali lancia il servizio VDSL2 (FTTC su rete TIM mediante kit VULA) con profilo 50/10 Mbit/s in 53 comuni italiani, espanso a 100/20 Mbit/s a dicembre 2015 e a 200/20 Mbit/s a ottobre 2018.
A partire dall'11 gennaio 2016 WindTre lancia il servizio VDSL2 (FTTC su rete TIM mediante kit VULA) con profilo 30/3 Mbit/s in 37 comuni italiani, poi espanso a 100/10 Mbit/s a dicembre 2016, a 100/20 Mbit/s nel corso del 2017 e 200/20 Mbit/s a inizio 2018.
A partire da giugno 2018 Tiscali estende la copertura VDSL2 (FTTC su rete Fastweb mediante armadio SLU) con profilo 105/35 Mbit/s ricalcando la copertura Fastweb. L'11 marzo 2019 espande la copertura su rete Fastweb anche alle zone dove questo copre in VULA (ovvero su armadio TIM mediante kit VULA) con profilo fino a 200/20 Mbit/s. Il 17 aprile 2019 viene sbloccata la copertura fino a 200/35 Mbit/s su rete Fastweb SLU, precedentemente limitata a 105 Mbit/s e di cui non è ancora nota la massima velocità tecnica. 
Gli obiettivi dell'Agenda Digitale Europea prevedono per fine 2020 una copertura a 30 Mbit/s per il 100% della popolazione europea e una copertura a 100 Mbit/s per il 50% della popolazione europea. Uno dei modi più rapidi per raggiungere tali obiettivi, mantenendo contenuti i costi di investimento per gli operatori, è quello d'implementare un'infrastruttura FTTC sfruttando la tecnologia VDSL2. La rete VDSL2 è abbastanza diffusa in Italia: circa l’88% delle case italiane risulta essere coperto a dicembre 2021.
Il prossimo obiettivo stabilito dall'Agenda Digitale Europea per fine 2025 è di connettere tutta la popolazione europea a 1 Gb/s. Ciò comporta la progressiva evoluzione dell'attuale infrastruttura FTTC verso una soluzione FTTH, riutilizzando la fibra ottica già presente per l'attuale collegamento degli armadi di strada. TIM prevede di portare connessioni FTTH in 1.610 Comuni, nelle aree grigie e nere del Paese, entro il 2025 coprendo circa metà della popolazione italiana.Per quanto riguarda la copertura delle aree bianche del Paese è previsto l'impegno da parte di Open Fiber che dovrebbe coprire  6.232 comuni in FTTH entro fine 2022.

##### Copertura
La copertura per la platea di utenti italiani è espressa in numero di comuni:
| Operatore | FTTC  | FTTC       | Aggiornamento |
| Operatore | SLU   | VULA + NGA | Aggiornamento |
| --------- | ----- | ---------- | ------------- |
| TIM       | 4.800 | —          | Novembre 2020 |
| Fastweb   | 130   | 900        | Ottobre 2018  |
| Vodafone  | 102   | 1.526      | Agosto 2019   |
| Tiscali   | —     | 6.294      | Gennaio 2024  |
| Wind Tre  | —     | 1.060      | Giugno 2018   |

- FTTC SLU: dove l'infrastruttura e la rete necessaria sono proprietari dell'operatore fornitore, eccetto la tratta finale in rame tra armadio e utente, in affitto dall'operatore dominante (inclusa copertura ULL);[24]
- FTTC VULA: dove la rete di trasporto è di proprietà dell'operatore fornitore, mentre la rete di accesso (la tratta in fibra e rame tra centrale e abitazioni) è in affitto dall'operatore dominante.[25]
- FTTC NGA: dove sia la rete di trasporto (in misura variabile, fino a un punto di raccolta remoto) che la rete di accesso (la tratta in fibra e rame tra centrale e abitazioni) sono in affitto dall'operatore dominante o comunque da un fornitore esterno.[26]